# Compertrix
 Compertrix  es una población y comuna francesa, en la región de Champaña-Ardenas, departamento de Marne, en el distrito de Châlons-en-Champagne y cantón de Châlons-en-Champagne-3.

## Demografía
| 690 | 971 | 1061 | 942 | 1112 | 1076 |
| Para los censos de 1962 a 1999 la población legal corresponde a la población sin duplicidades (Fuente: INSEE [Consultar]) |     |      |     |      |      |